# ゴジラ (バンド)
ゴジラ（Godzilla、1972年 結成 - 同年 自然消滅）は、かつて存在した日本のロックバンドである。

## 略歴・概要
1972年（昭和47年）春に結成された。メンバーは、渡辺プロダクションを退社、ソロでのセカンドアルバム『Merrill 1』（同年1月）リリース後のアラン・メリル、元エモーションの近田春夫と金沢ジュン（金沢純一）であった。近田と金沢は、『Merrill 1』のライヴ・アクトでバッキングメンバーであった。
アランの回想によれば、同年夏、長野県軽井沢町のアゼリアクラブで1か月出演したという。また、映画『小さな恋のメロディ』（1971年）の日本公開時のプロモーションとして、全国で上映の前座演奏ツアーを行ったとのことだが、同映画の日本公開は前年1971年（昭和46年）6月26日である。
ゴジラには、ベース奏者がいなかったが、ライブでは、近田が左手でレイ・マンザレクばりにローズ・ピアノを弾き、レコーディングでは、アランがベースを弾き多重録音をしたという。
4曲のオリジナル楽曲を持っていたが、デモ音源に留まり、商業リリースはされなかった。ゴジラのクレジットとともに残された音源は、キングレコードの企画ものアルバムにセッションバンドとして参加した『ROCK IMPULSE! ゴーゴー大パーティー』での加藤ヒロシとの洋楽カヴァーであった。加藤とは、翌1973年にもおなじくキングレコードからリリースされた、神崎みゆきのファーストアルバム『神崎みゆき ファースト・アルバム』に近田と金沢が「加藤ヒロシとそのグループ」名義で演奏に参加することになる。
同年、近田はハルヲフォン（のちの近田春夫&ハルヲフォン）を結成したり、内田裕也の1815ロックンロールバンドに参加したり、アランがかまやつひろしのバックバンド（ウォッカ・コリンズの原型）に参加したりで、多忙となり、その一方、レコードデビューも決まらなかったりで、ゴジラは半年ほどの活動をもって自然消滅した。

## ディスコグラフィ

### アルバム
1. ROCK IMPULSE! ゴーゴー大パーティー （2枚組、1972年、キングレコード）
  - Record 1 - 上田力とザ・キャラバン ※割愛
  - Record 2 - ゴジラとイエロージプシー
    - アラン・メリル （ギター・ベース）、近田春夫 （キーボード）、金沢純一 （ドラムス・ヴォーカル）
    - 加藤ヒロシ （イエロージプシー、編曲・ギター・ヴォーカル）

Side C:
  1. ハイウェイ・スター HIGHWAY STAR - ディープ・パープル『マシン・ヘッド』（1972年）
  2. タンブリング・ダイス TUMBLING DICE - ローリング・ストーンズ『メイン・ストリートのならず者』（1972年）
  3. サムデイ・ネバー・カムズ SOMEDAY NEVER COMES - クリーデンス・クリアウォーター・リバイバル『Mardi Gras』（1972年）
  4. メタル・グルー METAL GURU - T・レックス『METAL GURU』（1972年）
  5. ロックン・ロール ROCK AND ROLL - ゲイリー・グリッター『Rock and Roll』（1972年）

Side D:
  1. ゲット・イット・オン GET IT ON - T・レックス『電気の武者』（1971年）
  2. 恋するあなた NICE TO BE WITH YOU - ザ・ギャラリー『(It's So) Nice to Be with You』（1972年）
  3. 暗黒への旅路 TRAVELIN' IN THE DARK - マウンテン『Nantucket Sleighride』（1971年）
  4. シーモンの涙 SIMONE - イングランド・ダン&ジョン・フォード・コーリー『Fables』（1971年）
  5. トゥルー・ブルー TRUE BLUE

## 関連事項
- エモーション (バンド)
- 近田春夫&ハルヲフォン
- ウォッカ・コリンズ (バンド) （en:Vodka Collins）

## 註
1. 1 2 3 4 5 6  #外部リンクのインタヴュー記事「アラン・メリル」の記述を参照。
2. ↑  「小さな恋のメロディ」の項の記述を参照。